# 朱芝埌
承休荣和王朱芝埌（1459年10月29日—1520年9月25日），一作朱芝垠，明朝唐宪王朱琼炟第五子，或误作第四子，母亲是继妃焦氏。唐定王朱桱孙，明太祖曾孙。明朝第一代承休王。

## 生平
成化七年（1471年）九月，明宪宗遣懷寧侯孫輔、恭順侯吳鑑、駙馬都尉楊偉、南寧伯毛文、安順伯薛珤、永順伯薛輔、伏羌伯毛銳為正使，尚寶司卿李木、工科給事中韓文、禮科給事中張謙、戶部郎中李岳、兵部郎中沈敬、刑部郎中劉恕、工部員外郎于坦為副使，持節冊封朱芝埌為承休王，其三哥朱芝垝為三城王。
成化八年（1472年）五月，因朱琼炟所请，赐朱芝垝、朱芝埌歲祿二千石，米钞各半。
成化十三年（1477年）九月，宪宗遣保定侯梁傅、鎮遠侯顧溥、西寧侯宋愷、武安侯鄭英、駙馬都尉石璟、馬誠、富陽伯李輿、武進伯朱霖、豐潤伯曹振、崇信伯費淮為正使，尚寶司司丞沈瑜、吏科左給事中梁鏞、戶科給事中唐盛、禮科給事中王坦、兵科給事中翟瑛、刑科給事中劉吉和、工科給事中方陟、中書舍人胡恭、吏部署員外郎事主事吳珉為副使，持節冊封南城兵馬副指揮宋宏的女兒為承休王妃。
焦太妃溺爱朱芝埌，朱芝埌经常入宫和她面对面坐着吃饭，不遵礼法，又在元旦喚樂婦於內戲笑。朱芝埌的二哥唐庄王朱芝址让焦太妃问责朱芝埌，焦太妃不问。朱芝埌从宫中出来，朱芝址诘问他，朱芝埌十分出言不逊，气得朱芝址用头撞他。朱芝埌口出恶言骂朱芝址，又箠打朱芝址的侍从。深夜，焦太妃到朱芝址的寝室，用铁槌砸其门，朱芝址闭门不出。焦太妃的弟弟焦璟和朱芝埌于是诬告朱芝址“殴骂继母，意图不轨”。朱芝址也奏朱芝埌有淫乱的事。宪宗命刑部派官员调查，发现这些弹劾都不实。都察院上奏。成化二十年（1484年）七月，宪宗认为朱芝埌狎戲樂婦、親近群小、慢母詈兄、誣奏重事，本當取來京城處治，姑且從輕，寫敕書命革其王爵；焦太妃溺愛其子、同惡相濟，朱芝址奏事不實，都写敕书切责；焦璟处死；其餘人分别連坐或获罪。
弘治七年（1494年）十一月，因朱芝埌的侄子唐成王朱弥鍗屡次上奏朱芝埌被革爵后悔过自新，明孝宗认为他违法不重，命恢復他的爵位，仍革去一半禄米。
正德十五年（1520年）闰八月，朱芝埌去世，輟朝一日，按例賜祭葬，谥榮和。嘉靖二年（1523年）九月，其子镇国将军朱弥鋠受册袭封。

## 影响
朱弥鋠认为父亲朱芝埌和大伯唐庄王朱芝址互相攻击损害了名声，于是努力弥补。嘉靖二十一年（1542年），其堂侄唐敬王朱宇温上奏其事，朱弥鋠得到玺书褒奖，但未及下达，朱彌鋠已经去世。

## 评价
- 《弇山堂别集》卷074：寵祿光大，不剛不柔。

## 家庭

### 妻妾
- 王妃宋氏

### 子孙
- 嫡长子朱彌鍴，弘治三年（1490年）三月赐名，[14]弘治十七年（1504年）闰四月已故[15]
- 庶次子，一作庶三子承休昭毅王朱弥鋠